# Geising
Geising è una frazione della città di Altenberg in Sassonia, in Germania.
Appartiene al circondario (Landkreis) della Circondario della Svizzera Sassone-Monti Metalliferi Orientali (targa PIR).
Fino al 2011 era comune autonomo.